# Kozojedy, Rakovník
Kozojedy là một làng thuộc huyện Rakovník, vùng Středočeský, Cộng hòa Séc.